# Leche vegetal

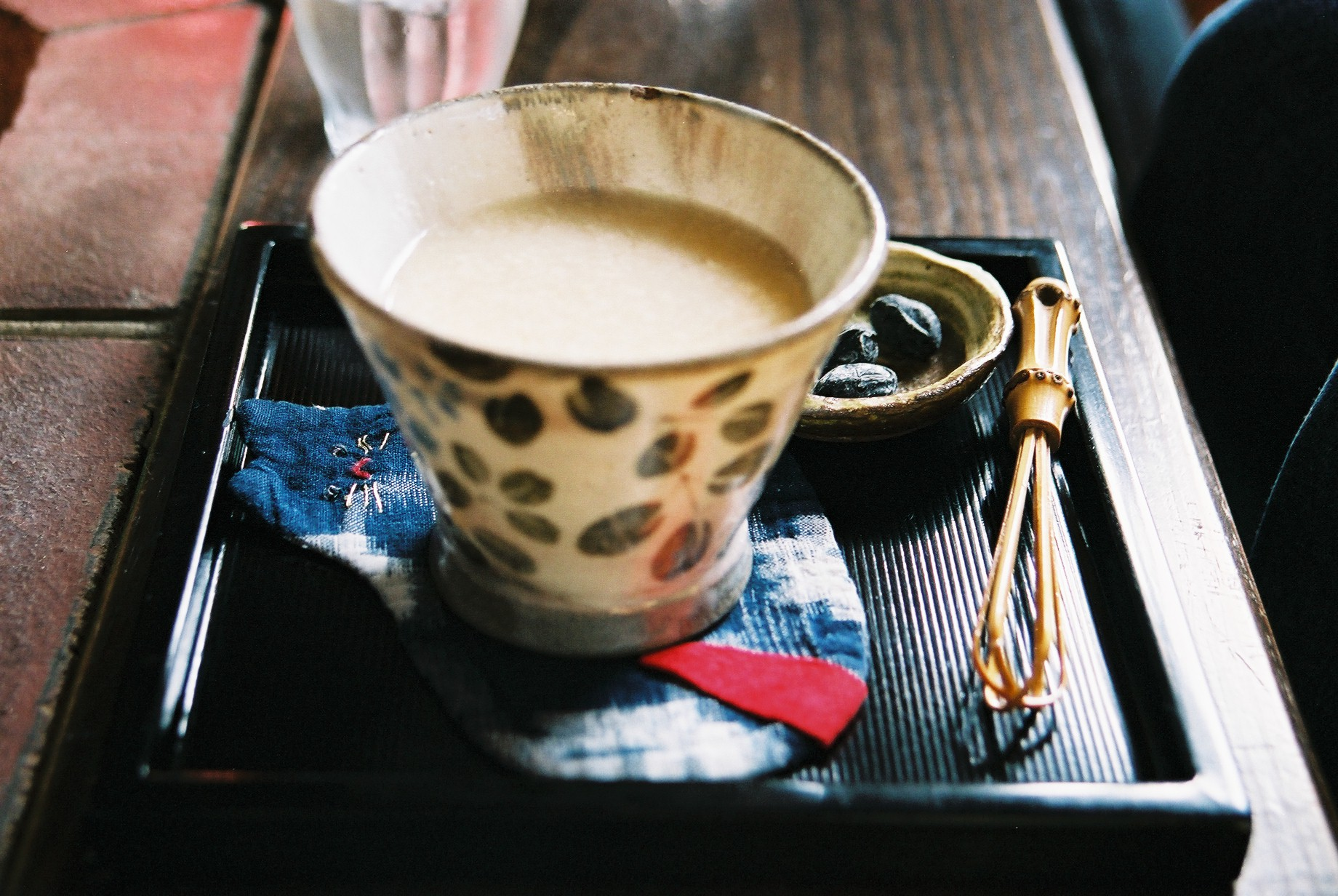
Amazake (leche de arroz japonesa)

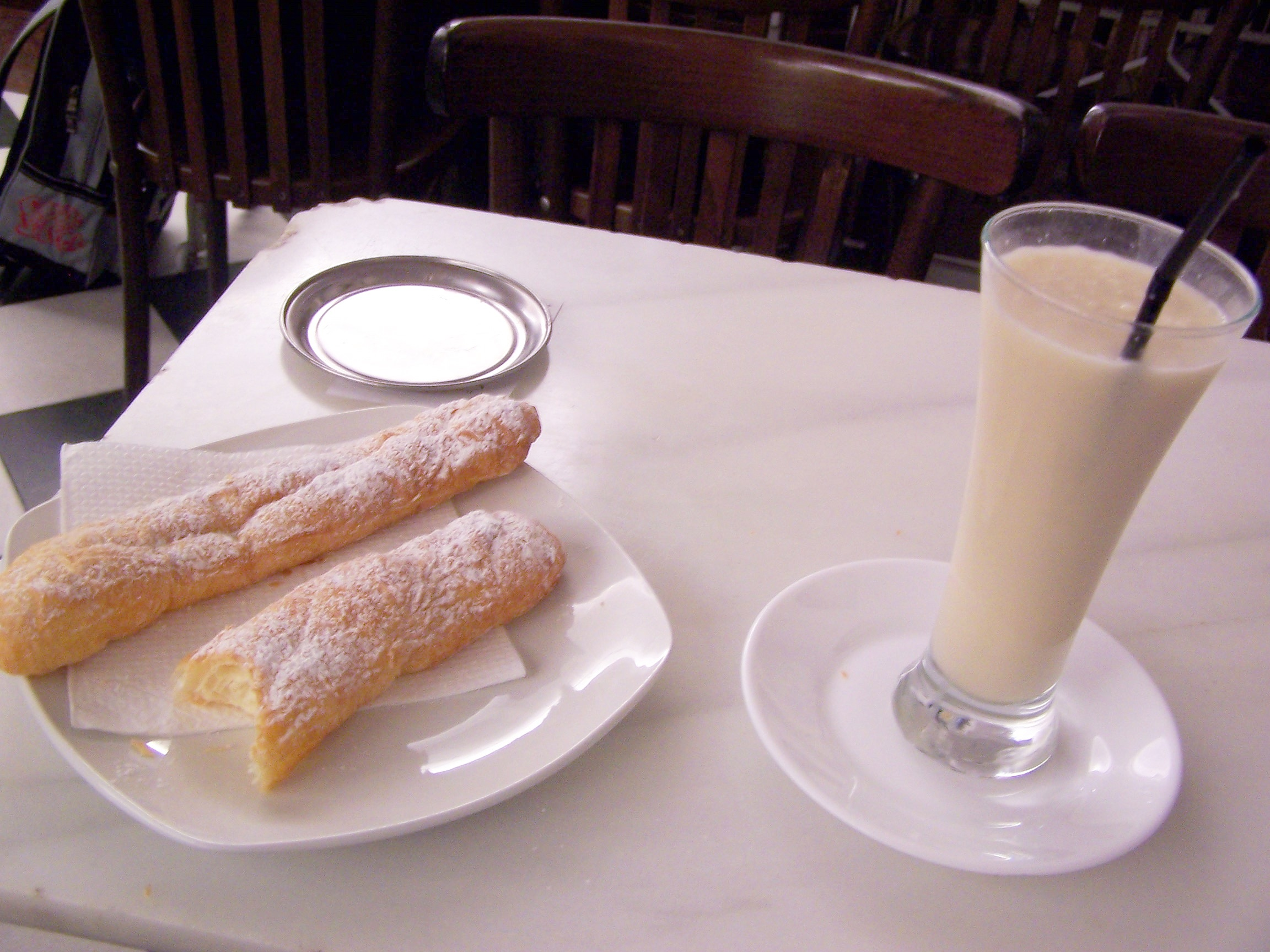
Horchata de chufa en un café en España

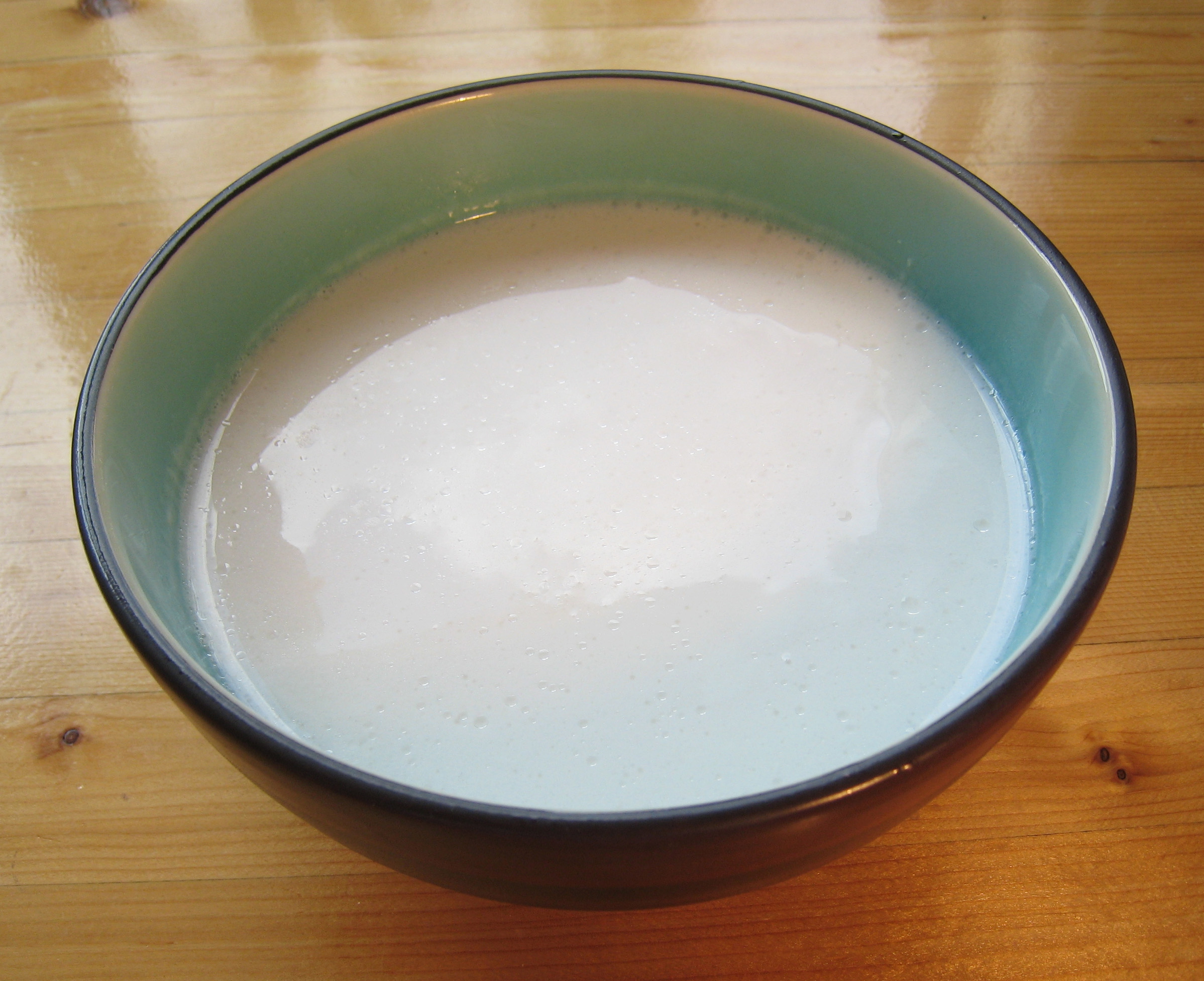
Leche de coco

Las leches vegetales son suspensiones de material vegetal disuelto y desintegrado en agua, que tienen un aspecto similar a la leche de origen animal, pero no son productos lácteos. Se elaboran a partir de ciertas variedades de frutos secos, cereales, legumbres y otras semillas, extrayendo el material vegetal en agua, separando el líquido y formulando el producto final, generalmente con adición de ingredientes para permitir su conservación y mejorar su sabor y sus propiedades nutricionales. Aunque se publicitan como saludables y sanas, a fecha de 2018 no se han realizado suficientes investigaciones para comprender las implicaciones nutricionales de su consumo a corto y largo plazo. La mayoría de estas bebidas carecen del equilibrio nutricional de la leche de vaca, son bajas en proteínas, grasas, calorías y hierro, y algunas tienen contenidos de proteínas y calcio extremadamente bajos. Por otro lado, contienen componentes funcionalmente activos con propiedades beneficiosas para la salud.
Las leches vegetales no son un adecuado sustituto de la leche materna, de las fórmulas infantiles ni de la leche de vaca en los primeros dos años de vida. En el caso de niños mayores de dos años que por razones médicas no pueden consumir leche, la recomendación es elegir bebidas fortificadas y que contenga al menos 6 g. de proteína por cada 250 ml.
Con el objetivo de no confundir al consumidor, en los países de la Unión Europea desde 2013 la legislación prohíbe el uso de la palabra "leche" para designar las bebidas vegetales.

Se entenderá por "leche" exclusivamente la secreción mamaria normal obtenida a partir de uno o más ordeños, sin ningún tipo de adición ni extracción.
Reglamento (UE) Nº 1308/2013 del Parlamento Europeo y del Consejo de 17 de diciembre de 2013. L 347/814

Existen varias razones para el consumo de las leches vegetales: de salud, incluyendo la alergia a la leche de vaca, la intolerancia a la lactosa y la hipercolesterolemia; económicas, en los grupos sociales de bajos ingresos y en lugares donde el suministro de leche de vaca es insuficiente; y éticas, como en las dietas veganas.
En los Estados Unidos, donde las leches vegetales representan el 9,3% del mercado total de la leche, la de soja fue por mucho tiempo la más popular, pero aproximadamente desde 2010 empezó a crecer más la popularidad de la lecha de almendra y para 2013 había sobrepasado a la de soja en popularidad. Las razones que motivaron a los consumidores a buscar alternativas a la leche de soja son los diversos problemas que presenta, principalmente su sabor y su contenido de antinutrientes. También hay leche de avellana, cáñamo, de castañas, e incluso de arvejas y de lupines. En 2016, el mercado global alternativo a la leche de origen animal se calculó en 10 230 millones de dólares, una tasa de crecimiento anual compuesto un 16,6% mayor de lo que se esperaba.
Las leches vegetales se usan para hacer helado, crema vegetal, queso vegano y yogur (por ejemplo, yogur de soja).

## Variedades
- Cereales: Arroz, avena, centeno, cebada.
- Legumbres: Lupino, guisante, maní, soja.
- Frutos secos: Almendra, anacardo, avellana, coco, nuez.
- Semillas: amaranto, cáñamo, girasol, lino, quinua, sésamo.

## Comparación nutricional
| Calidad de las proteínas | Calidad de las proteínas           | Calidad de las proteínas              |
|                          | Digestibilidad proteica % (PDCAAS) | Relación de eficiencia proteica (PER) |
| ------------------------ | ---------------------------------- | ------------------------------------- |
| Leche de vaca            | 120                                | 3,1                                   |
| Soja                     | 91; 93                             | 0,46-2,28                             |
| Quinoa                   | 67,7                               | 2,7                                   |
| Amaranto                 | 63; 83                             | 1,9-2,6                               |
| Cáñamo                   | 63-66;                             | -                                     |
| Avena                    | 45-51; 60                          | 2,3                                   |
| Arroz                    | 54                                 | 2,0                                   |
| Trigo                    | 42; 37                             | 1,5                                   |
| Sésamo                   | -                                  | 1,35                                  |
| Almendra                 | 30                                 | -                                     |

| Contenido nutricional de la leche de vaca y de almendra (por cada 100ml) | Contenido nutricional de la leche de vaca y de almendra (por cada 100ml) | Contenido nutricional de la leche de vaca y de almendra (por cada 100ml) |
|                                                                          | Leche de vaca (entera, con vitamina D)                                   | Leche de almendra (sin endulzar)                                         |
| ------------------------------------------------------------------------ | ------------------------------------------------------------------------ | ------------------------------------------------------------------------ |
| Agua (g)                                                                 | 88,13                                                                    | 96,54                                                                    |
| Calorías (kcal)                                                          | 61                                                                       | 15                                                                       |
| Proteínas (g)                                                            | 3,15                                                                     | 0,40                                                                     |
| Grasas (g)                                                               | 3,25                                                                     | 0,96                                                                     |
| Carbohidratos (g)                                                        | 4,80                                                                     | 1,31                                                                     |
| Fibra (g)                                                                | 0                                                                        | 0,2                                                                      |
| Azúcares (g)                                                             | 5,05                                                                     | 0,81                                                                     |
| Calcio(mg)                                                               | 113                                                                      | 184                                                                      |
| Hierro (mg)                                                              | 0,03                                                                     | 0,28                                                                     |
| Magnesio (mg)                                                            | 10                                                                       | 6                                                                        |
| Fósforo (mg)                                                             | 84                                                                       | 9                                                                        |
| Sodio (mg)                                                               | 43                                                                       | 72                                                                       |
| Potasio (mg)                                                             | 132                                                                      | 67                                                                       |
| Zinc (mg)                                                                | 0,37                                                                     | 0,06                                                                     |
| Vitamina B1 (mg)                                                         | 0,046                                                                    | 0,000                                                                    |
| Vitamina B2 (µg)                                                         | 0,1690                                                                   | 0,010                                                                    |
| Vitamina B3 (µg)                                                         | 0,089                                                                    | 0,070                                                                    |
| Vitamina B6 (µg)                                                         | 0,036                                                                    | 0,000                                                                    |
| Vitamina B9 (Ácido fólico) (µg)                                          | 5                                                                        | 1                                                                        |
| Vitamina B12 (µg)                                                        | 0,45                                                                     | 0,00                                                                     |
| Vitamina A (IU)                                                          | 162                                                                      | 0                                                                        |
| Vitamina E (mg)                                                          | 0,07                                                                     | 6,33                                                                     |
| Vitamina D (IU)                                                          | 51                                                                       | 41                                                                       |
| Vitamina K (µg)                                                          | 0,3                                                                      | 0,0                                                                      |
| Ácidos grasos saturados (g)                                              | 1,865                                                                    | 0,080                                                                    |
| Ácidos grasos monoinsaturados (g)                                        | 0,812                                                                    | 0,590                                                                    |
| Ácidos grasos poliinsaturados (g)                                        | 0,195                                                                    | 0,240                                                                    |
| Colesterol (mg)                                                          | 10                                                                       | 0                                                                        |